# Clube Atlético Colatinense
O Clube Atlético Colatinense, ou simplesmente Atlético Colatinense ou ainda Colatinense, é um clube brasileiro de futebol da cidade de Colatina, Espírito Santo.

## História
Em 2005, desportistas e entusiastas do futebol, tiveram a ideia de criação de um novo clube de futebol na cidade de Colatina, justamente quando algumas agremiações apresentavam-se em declínio ou já haviam desaparecido. Seus mentores foram Edvaldo Vieira, Ferdinando Main, Marcos Fontana e Alécio Sesana.
A primeira reunião foi para decidir o nome para o clube. Após vários nomes sugeridos, chegou-se ao consenso que a agremiação iria se chamar Clube Atlético Colatinense, em homenagem a todos os moradores e a um clube extinto da cidade, o Atlético Clube Colatinense fundado em 1919.
No dia 17 de outubro de 2005 nasceu oficialmente o Clube Atlético Colatinense. Em seu primeiro amistoso oficial venceu o tradicional Vitória Futebol Clube pelo placar de 4 a 1.
No Campeonato Capixaba da Segunda Divisão de 2006 conquista o título e o acesso à Primeira Divisão de 2007. Na primeira partida da final, empate em 1 a 1 contra o Pinheiros-ES. No jogo de volta no Estádio Justiniano de Mello e Silva lotado, o Colatinense venceu o clube do norte do estado por 2 a 1.
Após o rebaixamento sofrido no Campeonato Capixaba de 2009, o Colatinense se afasta das competições profissionais devido alegação de erros da arbitragem cometidos contra a equipe na competição.

## Títulos
| ESTADUAIS               | ESTADUAIS                     | ESTADUAIS | ESTADUAIS  |
|                         | Competição                    | Títulos   | Temporadas |
| ----------------------- | ----------------------------- | --------- | ---------- |
| Espírito Santo (estado) | Campeonato Capixaba - Série B | 1         | 2006       |